# Radslavice (Vyškovi járás)
Radslavice település Csehországban, Vyškovi járásban. Radslavice Zelená Hora, Březina, Pustiměř és Vyškov településekkel határos. Lakosainak száma 448 fő (2024. január 1.).

## Népesség
A település lakosságának változását az alábbi diagram mutatja:
| Lakosok száma | 682  | 786  | 872  | 544  | 408  | 378  | 425  | 410  | 431  | 448  |
|               | 1869 | 1890 | 1921 | 1950 | 1980 | 2001 | 2017 | 2019 | 2022 | 2024 |